# صنعت گوشت

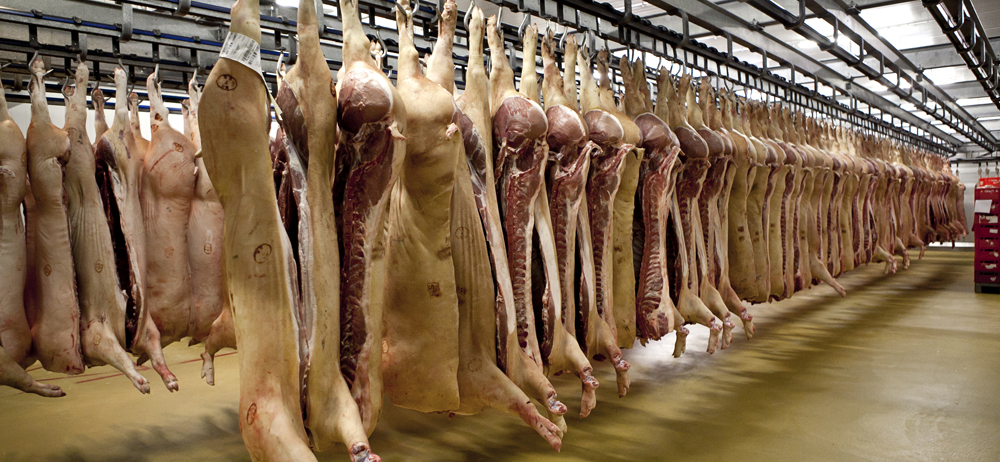
کشتارگاه

صنعت گوشت (انگلیسی: Meat industry) شاخه‌ای از صنایع غذایی است، که بخشی از کشاورزی، دامداری، بسته‌بندی، نگهداری و بازاریابی گوشت، همچنین تولید محصولات لبنی و پشم را در بر می‌گیرد. در اقتصاد، صنعت گوشت تلفیقی از فعالیت‌های دامداری، کشاورزی و صنعتی‌سازی می‌باشد. صنعت گوشت حوزه‌هایی چون بسته‌بندی گوشت، کشتار دام و توزیع گوشت حیوانات مانند گاو، خوک، گوسفند و سایر دام‌ها را مدیریت می‌کند.